# Observatoire de Córdoba
L'Observatoire astronomique de l'Université nationale de Córdoba (en espagnol Observatorio Astronómico de la Universidad Nacional de Córdoba), aussi nommé simplement Observatoire astronomique de Córdoba (Observatorio Astronómico de Córdoba) et anciennement connu comme l'Observatoire national argentin (Observatorio Nacional Argentino), est un observatoire astronomique fondé le 24 octobre 1871 par le président argentin Domingo Faustino Sarmiento et l'astronome nord-américain Benjamin Apthorp Gould.
Sa création marque le début de l'astronomie professionnelle en Argentine.

## Histoire
L'idée d'un observatoire astronomique argentin naît lors de la rencontre, aux États-Unis, entre Domingo Faustino Sarmiento et Benjamin Apthorp Gould. Ce dernier, intéressé par le ciel de l'hémisphère sud, est invité par Sarmiento en Argentine en 1869 afin d'organiser la construction d'un observatoire. Gould arrive à Buenos Aires en 1870. 
La nuit de l'inauguration de l'observatoire, Gould commence à l’œil nu une carte du ciel du sud. Il recensera 7 000 étoiles qu'il cataloguera dans Uranometría Argentina. Gould demeure directeur de l'observatoire jusqu'en 1885, année où il retourne aux États-Unis.